# George Aggudey
George Aggudey (* 13. April 1945) ist ein ghanaischer Politiker. Aggudey hat bei den Präsidentschaftswahlen 2004 in Ghana als Kandidat der Convention People’s Party (CPP) teilgenommen.
Bei den Wahlen am 7. Dezember 2004 wurde Aggudey letzter der vier Kandidaten bei einem Wahlergebnis von etwa einem Prozent der Stimmen.
Innerhalb der Partei wurden nach der Wahlniederlage Stimmen laut, die den Rücktritt von Aggudey als Vorsitzender der CPP verlangten. Ihm wurde insbesondere von den drei im Parlament von Ghana vertretenen Mitgliedern der CPP vorgeworfen, intolerant gegenüber anderen Meinungen innerhalb der Partei zu sein. Es wurde gegen diese drei Mitglieder ein Disziplinarausschuss eingerichtet.
Dr. Kwabena Duffuor ist nunmehr der Vorsitzende der Partei CPP. Aggudey hat angekündigt, gegen Duffuor anzutreten und als Kandidat der Präsidentschaftswahlen 2008 anzutreten.